# Горланова, Зинаида Фёдоровна
Зинаида Фёдоровна Горланова (девичья фамилия Герасимова; 1934—2003) — доярка, Герой Социалистического Труда (1971).

## Биография
Зинаида Герасимова (Горланова — фамилия по мужу) родилась 10 января 1934 года в деревне Бурцево (ныне — Новодугинский район Смоленской области). Окончила начальную школу. В 1948—1961 годах работала дояркой в колхозе «Рассвет», затем, когда этот колхоз был преобразован в совхоз, продолжала работать в нём до 1975 года.
За время своей работы Горланова добилась рекордных надоев молока — более чем 5500 килограммов от каждой из закреплённых за ней коров.
Указом Президиума Верховного Совета СССР от 8 апреля 1971 года за «особые заслуги в выполнении заданий пятилетнего плана продажи государству продуктов животноводства» Зинаида Горланова была удостоена высокого звания Героя Социалистического Труда с вручением ордена Ленина и медали «Серп и Молот».
В 1975—1977 годах Горланова работала контролёром-ассистентом на племзаводе при совхозе, в 1977—1989 годах — бригадиром животноводов. Участвовала в ВДНХ СССР, награждена несколькими медалями. Активно занималась общественной деятельностью, избиралась депутатом в сельский, районный и областной Советы народных депутатов, членом Новодугинского райкома КПСС, депутатом Верховного Совета РСФСР 7-го созыва. В 1989 году Горланова вышла на пенсию. Умерла 17 ноября 2003 года, похоронена в деревне Тёсово Новодугинского района.
Была награждена двумя орденами Ленина (1966, 1971), орденом Октябрьской Революции (1973) и рядом медалей.
Является родной сестрой юного героя защитника Сталинграда Ивана Герасимова.